# El Castillo (Chichén Itzá)
El Castillo of de Piramide van Kukulcan is een trappenpiramide in Chichén Itzá in de staat Yucatán op het schiereiland Yucatán in Mexico. Deze piramide is een van de bekendste bouwwerken van Mexico, en is in de 9e eeuw gebouwd door de Maya's.
El Castillo diende als tempel voor de god Kukulcan (bij de Azteken bekend als Quetzalcoatl). Het is een trappenpiramide met trappen aan vier kanten en een plateau met tempel op de top. De vier trappen bestaan uit 91 treden per stuk, plus het platform als laatste trede. In totaal zijn dat dus 365 treden, evenveel als er dagen in een jaar zijn. De piramide is 24 meter hoog, 30 inclusief de tempel. Zoals bij meer Meso-Amerikaanse piramiden is El Castillo gebouwd op een oudere piramide. Archeologen hebben een opening naar deze oudere piramide blootgelegd, waardoor de piramide ook van binnen te bezichtigen is. Binnenin de piramide bevindt zich de troon van Kukulcan, gehouwen uit steen en jade.

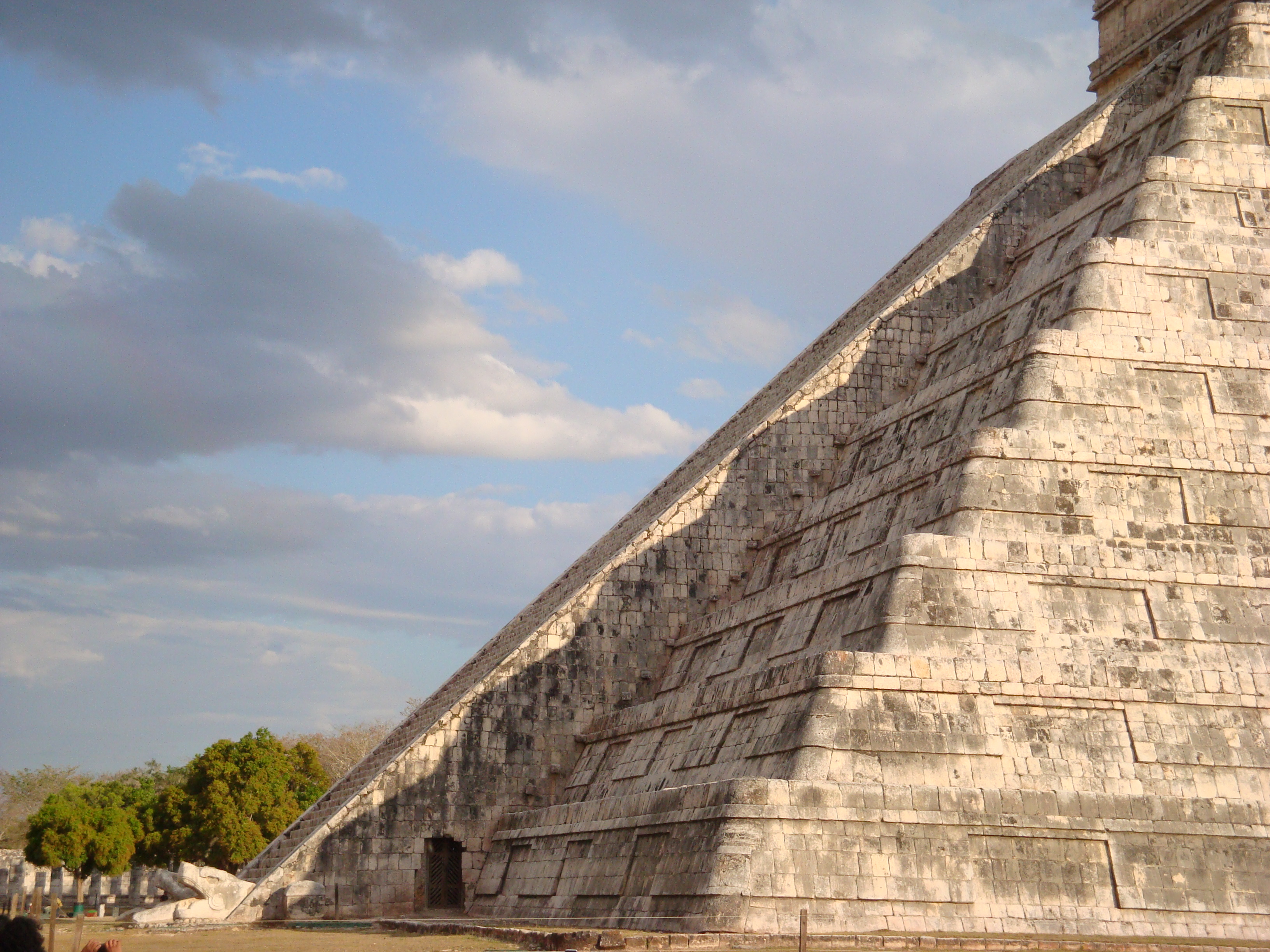
Een van de kruipende slangen tijdens het lentepunt (maart 2009)

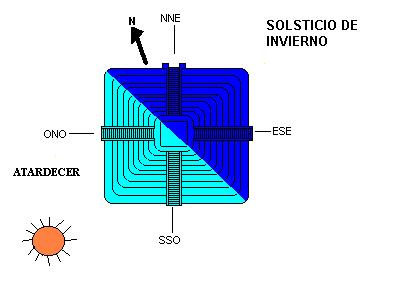
De piramide tijdens de winterzonnewende

De tempel is wereldbekend om een verschijnsel dat twee keer per jaar plaatsvindt, namelijk tijdens het lentepunt en het herfstpunt. Op deze dagen vallen de schaduwen zo langs de trappen, dat de verplaatsende schaduwen op kruipende slangen lijken. Dit is een verwijzing naar Kukulcan, wiens naam 'gevederde slang' betekent. Mogelijk is de opdracht tot het bouwen van de piramide gegeven door Kukulcan persoonlijk, dat wil zeggen door Topiltzin Ce Acatl Quetzalcoatl, de Tolteekse heerser van wie men vermoedt dat hij later als Kukulcan als god is vereerd.
De piramide is gedeeltelijk gerestaureerd in opdracht van de Amerikaanse mayanist Sylvanus G. Morley in het begin van de 20e eeuw.
In 2015 werd door middel van geo-elektrisch onderzoek ontdekt dat El Castillo boven een onderaards meer is gebouwd. Tussen het fundament van de piramide en het meer ligt een kalksteenlaag van vijf meter dik.

## Galerij

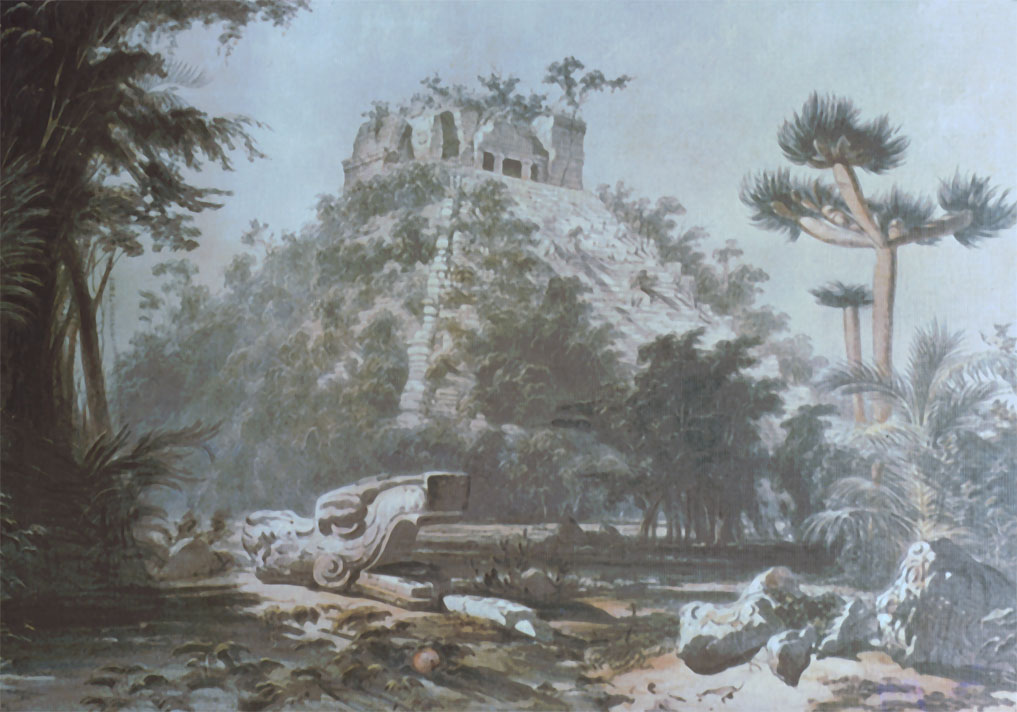
Chichén Itzá, Castillo (1843), Frederick Catherwood
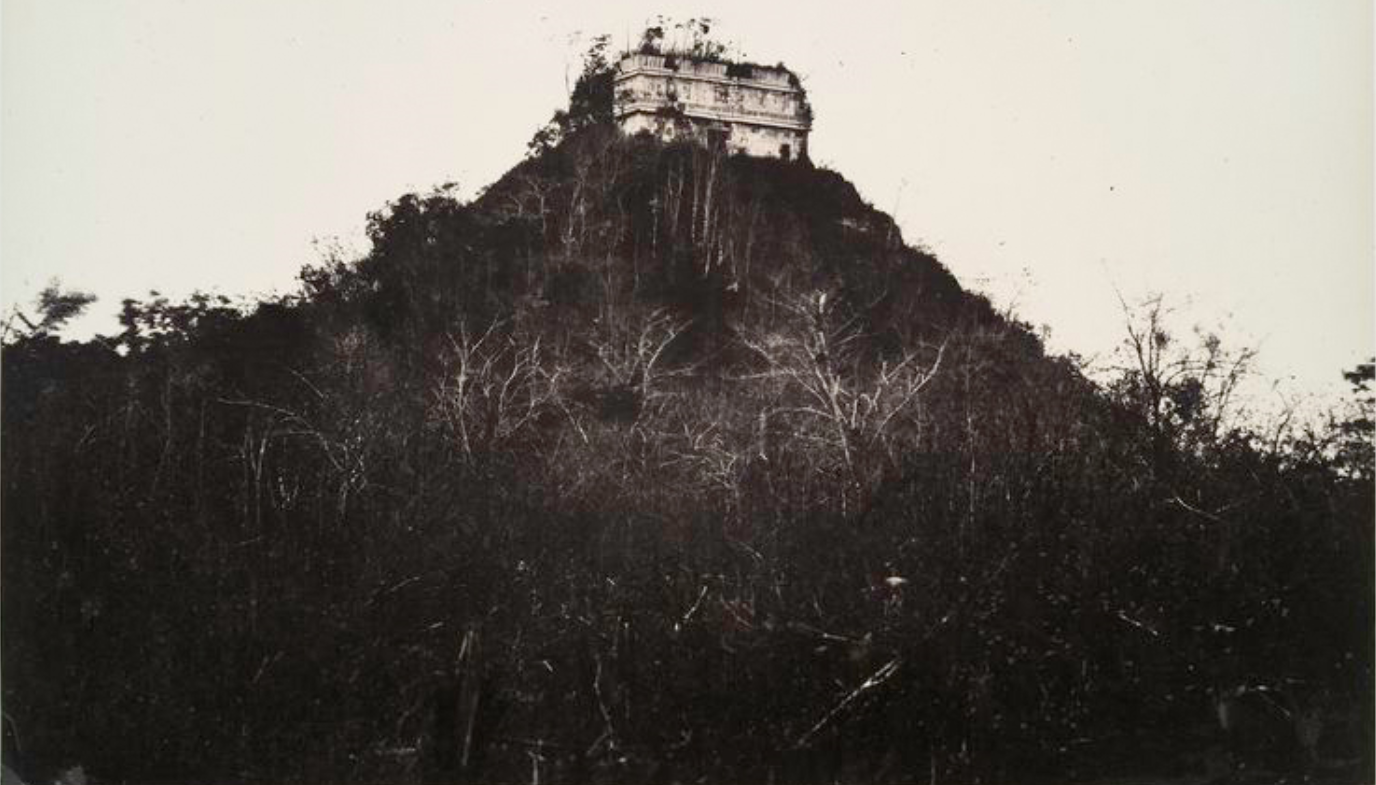
De piramide van Kukulcan (1860), Désiré Charnay
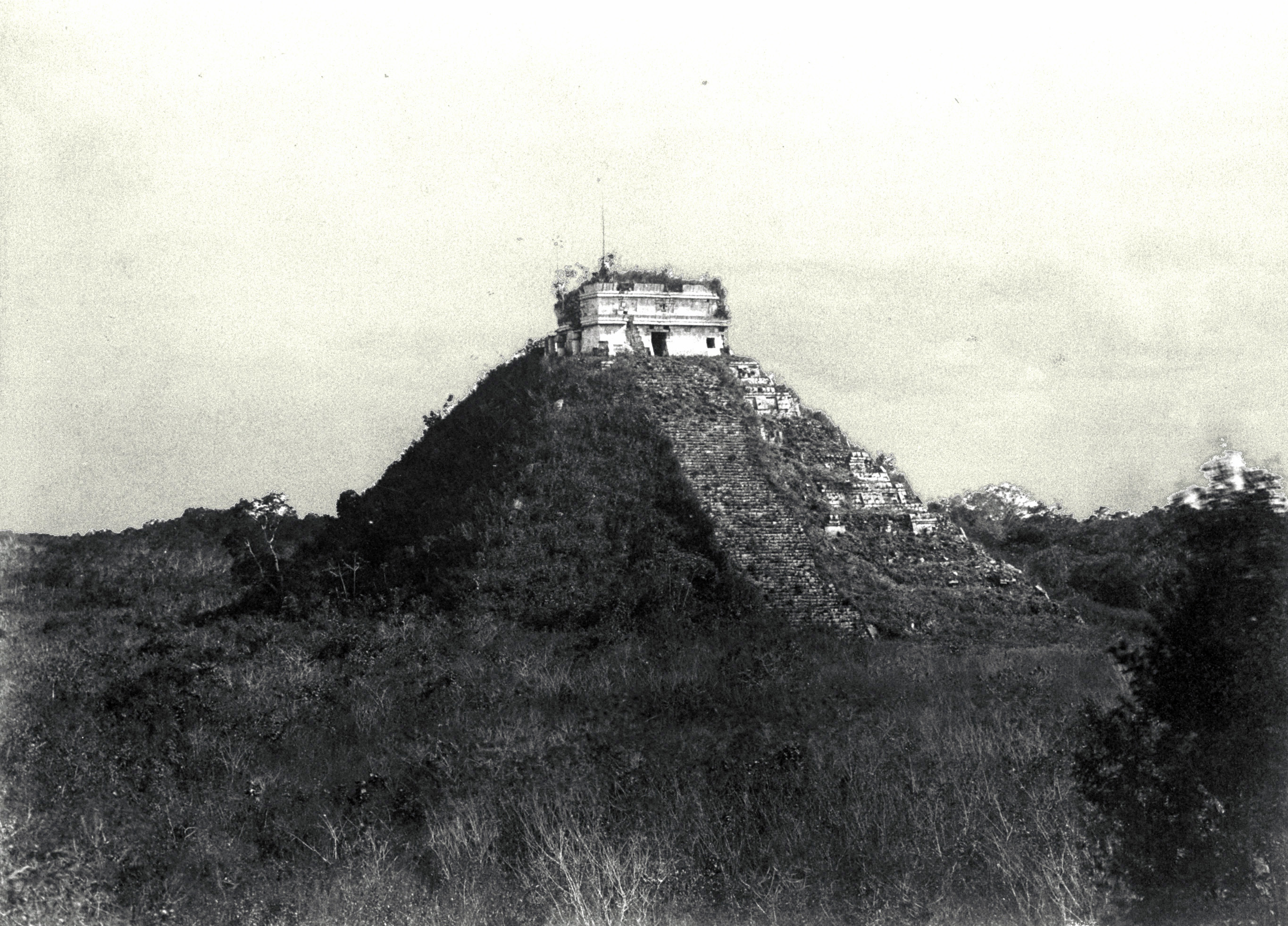
Castillo (1892), Teobert Maler
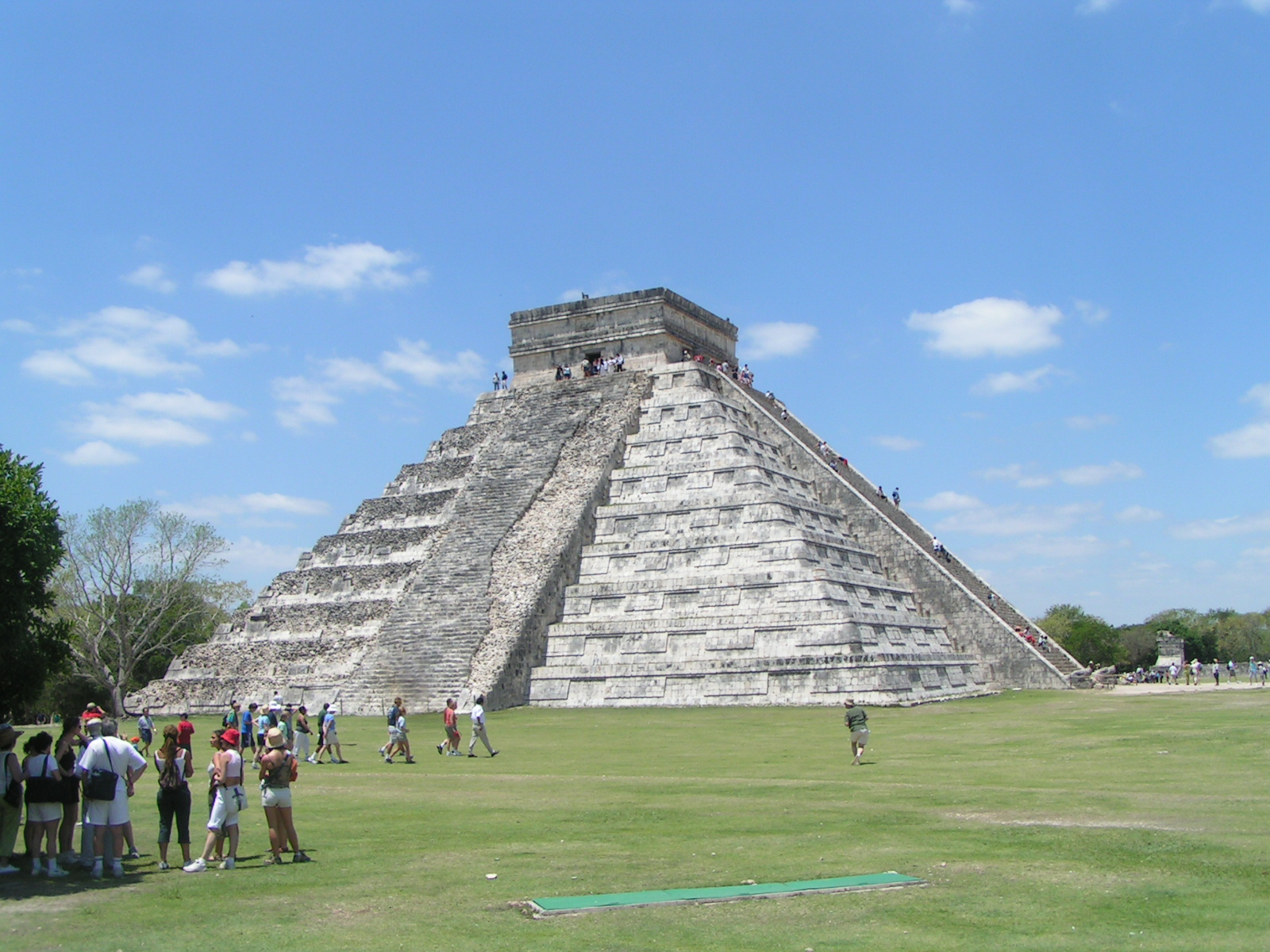
El Castillo
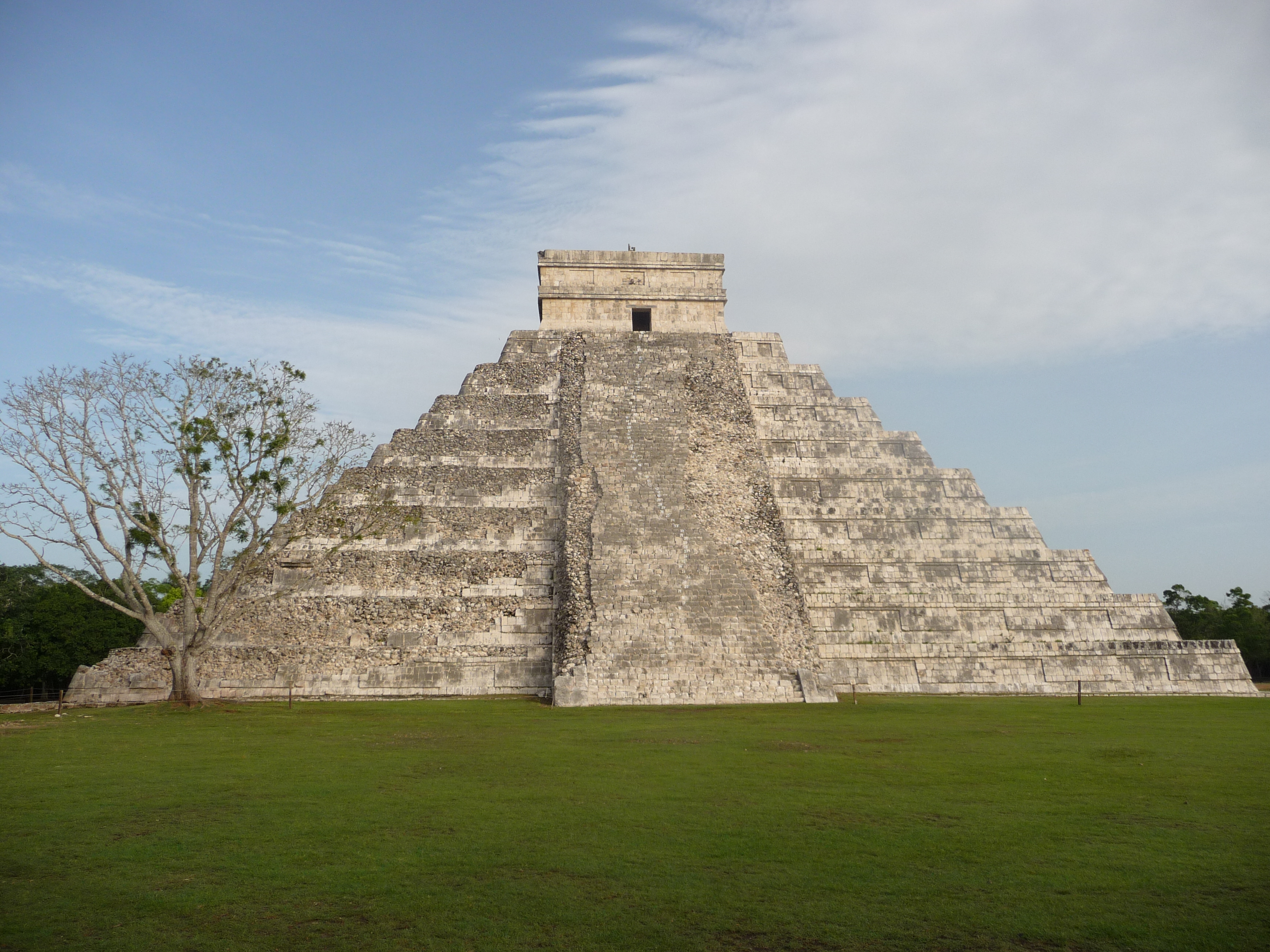
Oostkant van El Castillo